# Lijst van plaatsen in Nova Scotia
Deze pagina bevat een overzicht van plaatsen in de provincie Nova Scotia in Canada.

## A
- Amherst
- Annapolis Royal
- Antigonish

## B
- Berwick
- Bridgetown
- Bridgewater

## C
- Canso
- Cape Breton
- Clark's Harbour

## D
- Digby

## H
- Halifax
- Hantsport

## K
- Kentville

## L
- Lockeport
- Louisbourg
- Lunenburg

## M
- Mabou
- Mahone Bay
- Middleton
- Mulgrave

## N
- New Glasgow
- North Sydney

## O
- Oxford

## P
- Parrsboro
- Pictou
- Port Hawkesbury
- Port Royal

## S
- Salmon River
- Shag Harbour
- Shelburne
- Springhill
- Stellarton
- Stewiacke

## T
- Trenton
- Truro

## W
- Westville
- Windsor
- Wolfville

## Y
- Yarmouth